# M 67 (звёздное скопление)
M 67 (также известное как Объект Мессье 67 или NGC 2682) — рассеянное звёздное скопление в созвездии Рака.

## История открытия
Скопление было открыто Иоганном Готтфридом Кёлером в 1779 году.

## Интересные характеристики
Возраст скопления оценивается в 3,2—5,0 млрд лет. M 67 — одно из самых старых среди известных рассеянных скоплений, хотя и не самое старое, однако ближайшее к нам среди старых рассеянных скоплений, поэтому оно довольно хорошо изучено. Его масса оценена в 1080 M⊙, оно содержит примерно полтораста белых карликов. По другим оценкам, современная масса скопления составляет около 1400 M⊙, а его начальная масса в момент образования была примерно в 10 раз больше. В скоплении примерно 100 звёзд, подобных Солнцу, и очень много красных гигантов. Общее количество звёзд значительно превосходит 500.
В 2014 году астрономы, работающие со спектрографом HARPS в Чили Европейской южной обсерватории, объявили об открытии трёх планет у трёх звёзд: у оранжевого гиганта SAND364 и у солнечных близнецов — YBP1514 и  YBP1194. В 2016 году учёными была открыта ещё планета (горячий юпитер) у звезды главной последовательности спектрального класса F9V YBP401. Все они представляют собой горячие юпитеры. По мнению исследователей, эти планеты были подвержены гравитационному возмущению близких звёзд скопления, и мигрировали на короткопериодичные орбиты.

## Наблюдения

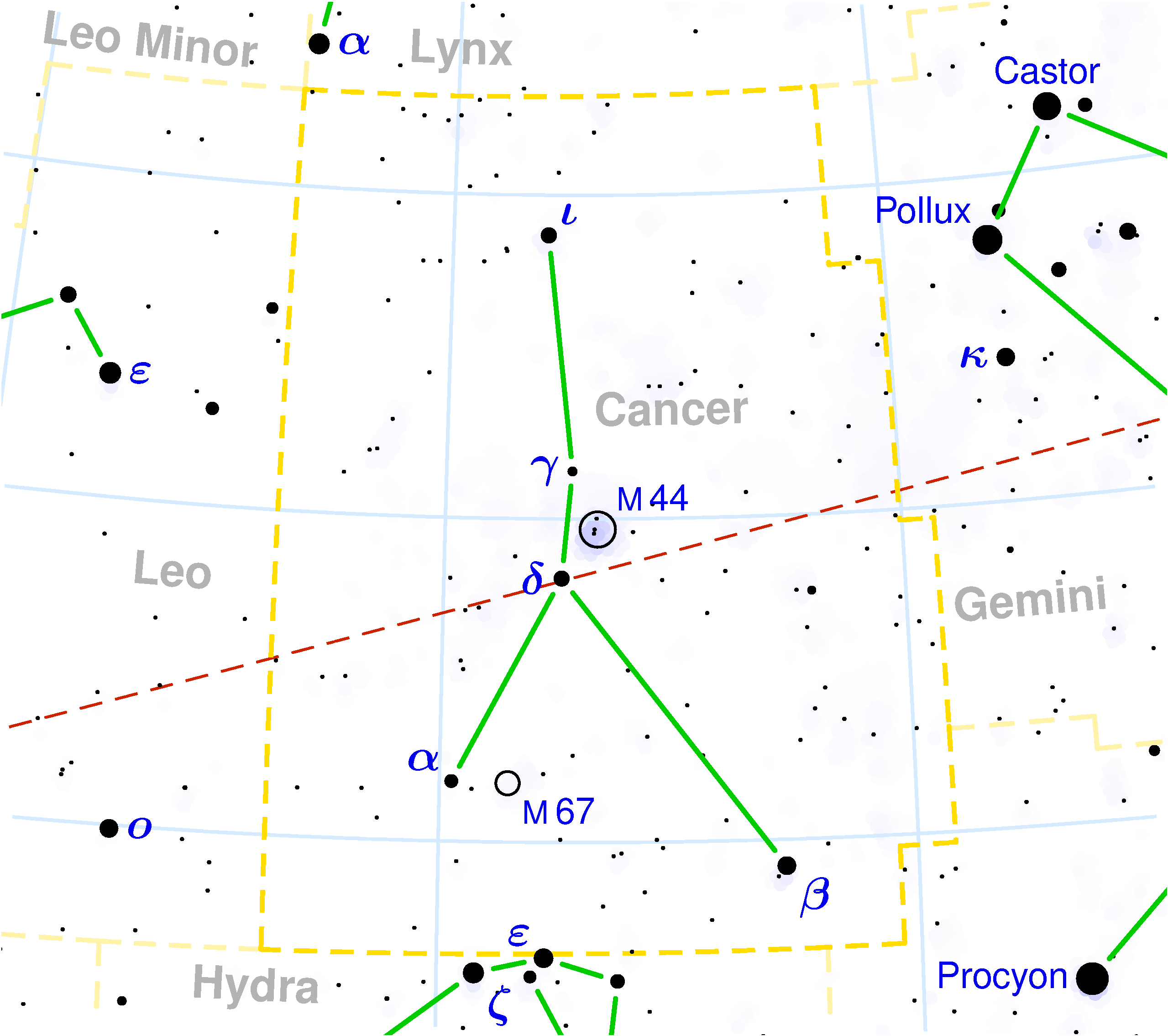
Рассеянное скопление M 67 находится в созвездии Рака

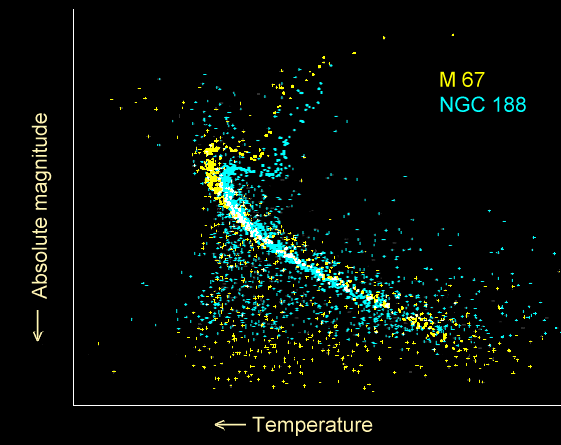
Диаграмма Герцшпрунга — Рассела рассеянных скоплений M 67 и NGC 188.

Некоторые наблюдатели с особенно хорошим зрением утверждают, что видят это рассеянное скопление невооружённым глазом. Оно расположено в двух градусах западнее Акубенса (α Рака, 4,3m). Наилучшее время для наблюдений — зима. В бинокль или искатель телескопа скопление в виде диффузного искрящегося пятна видно к юго-западу от относительно яркой (7,8m) оранжевой звезды. Пятно напоминает амёбу с выступами на восток и юго-запад.
В телескоп апертурой 200—250 мм на месте скопления видно более сотни звёзд весьма, разных по яркости. Те, что поярче (10—11m), — оранжевые и жёлтые. Звёзды довольно сильно концентрируются к середине скопления и отлично выделяются на бедном звёздами фоне. Все скопление довольно большое — занимает на небе такую площадь, как полная Луна.

### Соседи по небу из каталога Мессье
- M 44 — (севернее в середине созвездия Рака) яркое и обширное скопление Ясли;
- M 48 — богатое звёздами с интересным рисунком скопление в Гидре (далеко на юг от M 67);
- M 95/96 — пара галактик в средней части Льва (на восток от M 67);
- M 35 — яркое рассеянное скопление на западе Близнецов.

## Физические свойства
Это самое старое рассеянное скопление из каталога Мессье объединяет далеко проэволюционировавшие звёзды. Даже в много более представительном каталоге NGC только NGC 188 (около Северного полюса мира) и NGC 6791 (на востоке созвездия Лиры) оцениваются как более древние.
В скоплении произошла значительная сегрегация массы: в результате гравитационных взаимодействий между звёздами лёгкие звёзды увеличивали свою энергию за счёт массивных, в результате чего массивные звёзды сильнее сконцентрировались к центру скопления, а значительная часть лёгких звёзд покинула скопление.